# Hallenhockey-Europameisterschaft der Herren 1997
Die Hallenhockey-Europameisterschaft der Herren 1997 war die achte Ausgabe der Hallenhockey-Europameisterschaft der Herren. Sie fand vom 17. bis 19. Januar 1997 in Liévin, Frankreich statt. Rekordsieger Deutschland blieb auch weiterhin einziger Europameister, Schottland und Frankreich stiegen in die „B-EM“ ab.

## Vorrunde

### Gruppe A
| Team 1      | Team 2      | Ergebnis |
| ----------- | ----------- | -------- |
| Deutschland | Russland    | 7 : 1    |
| Spanien     | Österreich  | 3 : 6    |
| Österreich  | Russland    | 7 : 9    |
| Deutschland | Spanien     | 7 : 3    |
| Österreich  | Deutschland | 2 : 7    |
| Russland    | Spanien     | 4 : 2    |

Tabelle
| Rang | Land        | Spiele | Tore  | Differenz | Punkte |
| ---- | ----------- | ------ | ----- | --------- | ------ |
| 1    | Deutschland | 3      | 21:6  | +15       | 6      |
| 2    | Russland    | 3      | 14:16 | −2        | 4      |
| 3    | Österreich  | 3      | 15:19 | −4        | 2      |
| 4    | Spanien     | 3      | 8:17  | −9        | 0      |

### Gruppe B
| Team 1     | Team 2     | Ergebnis |
| ---------- | ---------- | -------- |
| Frankreich | Dänemark   | 5 : 6    |
| Tschechien | Schottland | 3 : 3    |
| Dänemark   | Tschechien | 2 : 10   |
| Frankreich | Schottland | 5 : 4    |
| Schottland | Dänemark   | 4 : 4    |
| Frankreich | Tschechien | 6 : 7    |

Tabelle
| Rang | Land       | Spiele | Tore  | Differenz | Punkte |
| ---- | ---------- | ------ | ----- | --------- | ------ |
| 1    | Tschechien | 3      | 20:11 | +9        | 5      |
| 2    | Dänemark   | 3      | 12:19 | −7        | 3      |
| 3    | Frankreich | 3      | 16:17 | −1        | 2      |
| 4    | Schottland | 3      | 8:9   | −1        | 2      |

## Spiele um Platz 5–8
| Team 1     | Team 2     | Ergebnis |
| ---------- | ---------- | -------- |
| Frankreich | Österreich | 4 : 6    |
| Spanien    | Schottland | 10:2     |

## Spiel um Platz 5
| Team 1  | Team 2     | Ergebnis                          |
| ------- | ---------- | --------------------------------- |
| Spanien | Österreich | 5 : 5 (2:4 i.Siebenmeterschießen) |

## Spiel um Platz 7
| Team 1     | Team 2     | Ergebnis |
| ---------- | ---------- | -------- |
| Schottland | Frankreich | 6 : 3    |

## Halbfinale
| Team 1      | Team 2   | Ergebnis                           |
| ----------- | -------- | ---------------------------------- |
| Deutschland | Dänemark | 10 : 1                             |
| Tschechien  | Russland | 4 : 4 (2:0 i. Siebenmeterschießen) |

## Spiel um Platz 3
| Team 1   | Team 2   | Ergebnis |
| -------- | -------- | -------- |
| Dänemark | Russland | 8 : 6    |

## Finale
| Team 1      | Team 2     | Ergebnis |
| ----------- | ---------- | -------- |
| Deutschland | Tschechien | 10 : 5   |